# Матануска-Суситна
Матануска-Суситна (англ. Matanuska-Susitna Borough) — один из боро Аляски (США).
Боро расположен в южно-центральной части штата, со всех сторон граничит с другими боро и зонами переписи населения Аляски, с юга имеет небольшой выход в залив Кука. Административный центр — Палмер. Площадь боро составляет 65 412 км², из них 1500 км² (ок. 2,3 %) занимают открытые водные пространства. На территории боро расположены несколько живописных гор, например, Хантер и Лосиный Зуб.
Своё название боро, созданный 1 января 1964 года, получил в честь рек Матануска и Суситна, которые, сливаясь на его территории, образуют живописную долину.
В 1992 году Матануска-Суситна стал одним из крайне малочисленных округов (или приравненных к нему административно-территориальных единиц) США, в которых большинство отдало свои голоса самовыдвиженцу Россу Перо на президентских выборах.

## Демография
В Матануска-Суситне всего три города (city; в нижеследующем списке помечены звёздочкой *), остальные более-менее крупные населённые пункты имеют статус статистически обособленная местность. Количество жителей дано согласно переписи-2010.
Крупные населённые пункты (по убыванию численности)
- Кник-Фэрвью — 14 923 жителя
- Лейкс — 8364
- Танайна — 8197
- Уасилла* — 7831
- Медоу-Лейкс — 7570
- Палмер* — 5937
- Гейтуэй — 5552
- Фишхук — 4679
- Биг-Лейк — 3350
- Бьютт — 3246
- Уиллоу — 2102
- Хьюстон* — 1912
- Лэзи-Маунтин — 1479
- Саттон-Альпин (Sutton-Alpine) — 1447
- Суситна-Норт (Susitna North) — 1260
- Фарм-Луп — 1028
- Талкитна — 876
- Буффало-Соапстоун — 855
- Кник-Ривер — 744
- Пойнт-Маккензи — 529
- Траппер-Крик (Trapper Creek) — 481
- Чикалун (Chickaloon) — 272
- Глейшер-Вью — 234
- Лейк-Луис (Lake Louise) — 46
- Сквентна (Skwentna) — 37
- Чейс (Chase) — 34
- Суситна — 18
- Питерсвилл — 4

Население
- 1970 год — 6509 жителей
- 1980 — 17 816
- 1990 — 39 683
- 2000 — 59 322
- 2008 — 82 515
- 2009 — 88 379
- 2010 — 88 995
- 2011 — 91 946
- 2017 — 106 532
- 2020 — 107 801
- 2022 — 113 325

Расовый состав (2010)
- белые — 87,5 %
- эскимосы — 5,5 %
- афроамериканцы — 0,7 %
- азиаты — 0,7 %

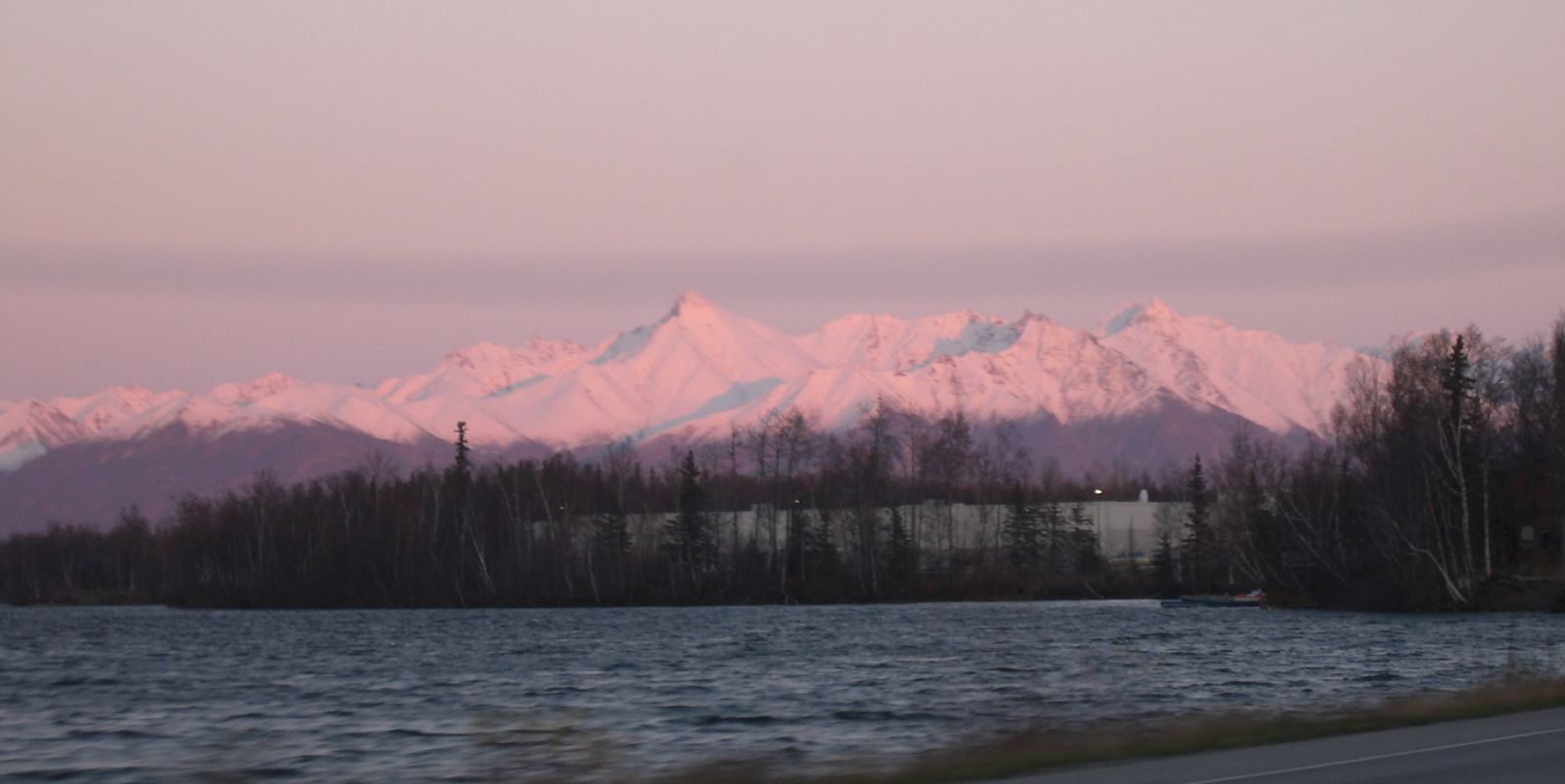
Горы у Василлы

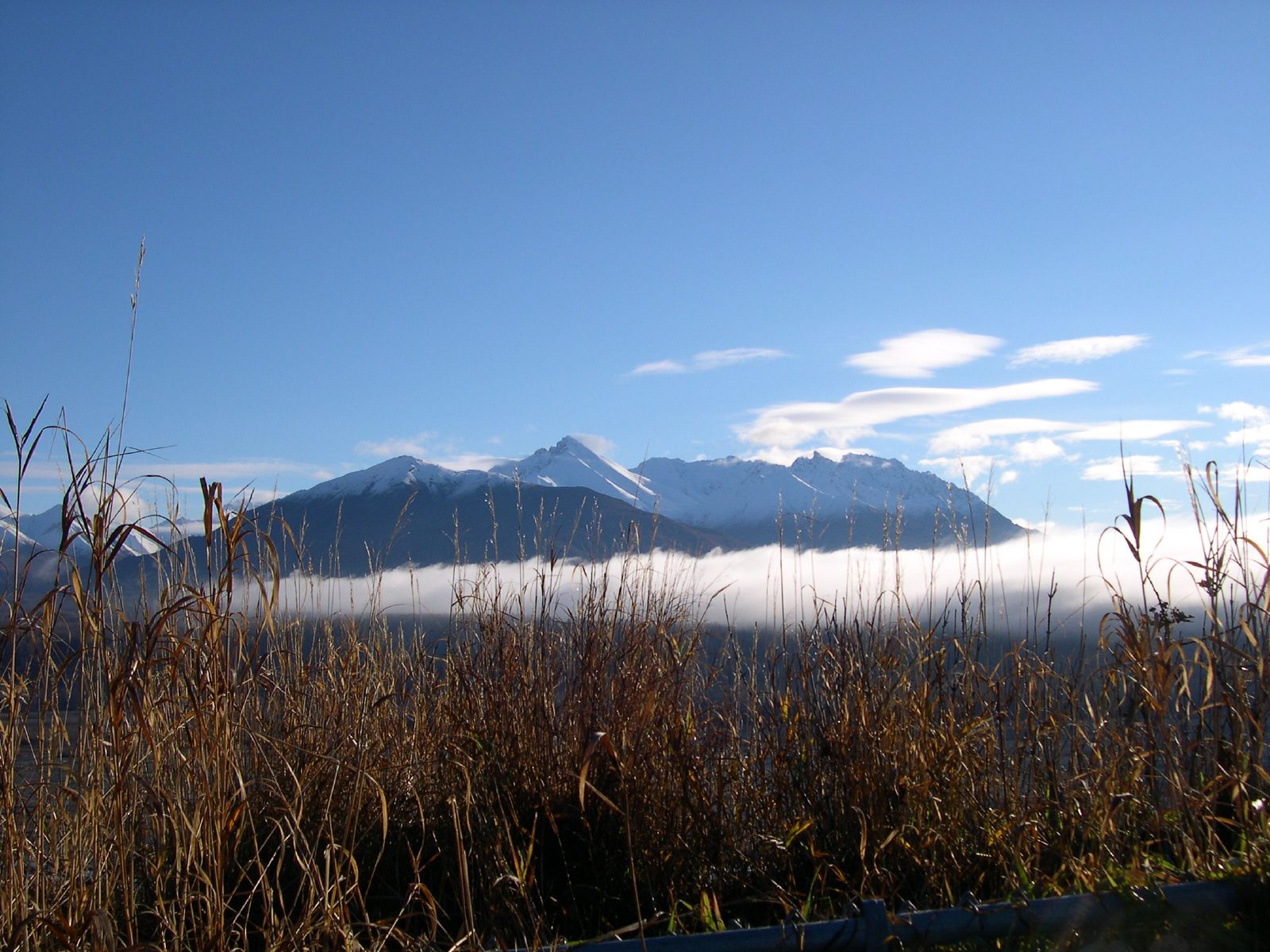
Горы у Палмера

- уроженцы тихоокеанских островов — 0,1 %
- прочие расы — 0,9 %
- две и более расы — 4,6 %
- латиноамериканцы (любой расы) — 2,5 %

В качестве домашнего языка общения 1,5 % населения используют испанский, 0,8 % — немецкий, 0,6 % — русский.

## Достопримечательности

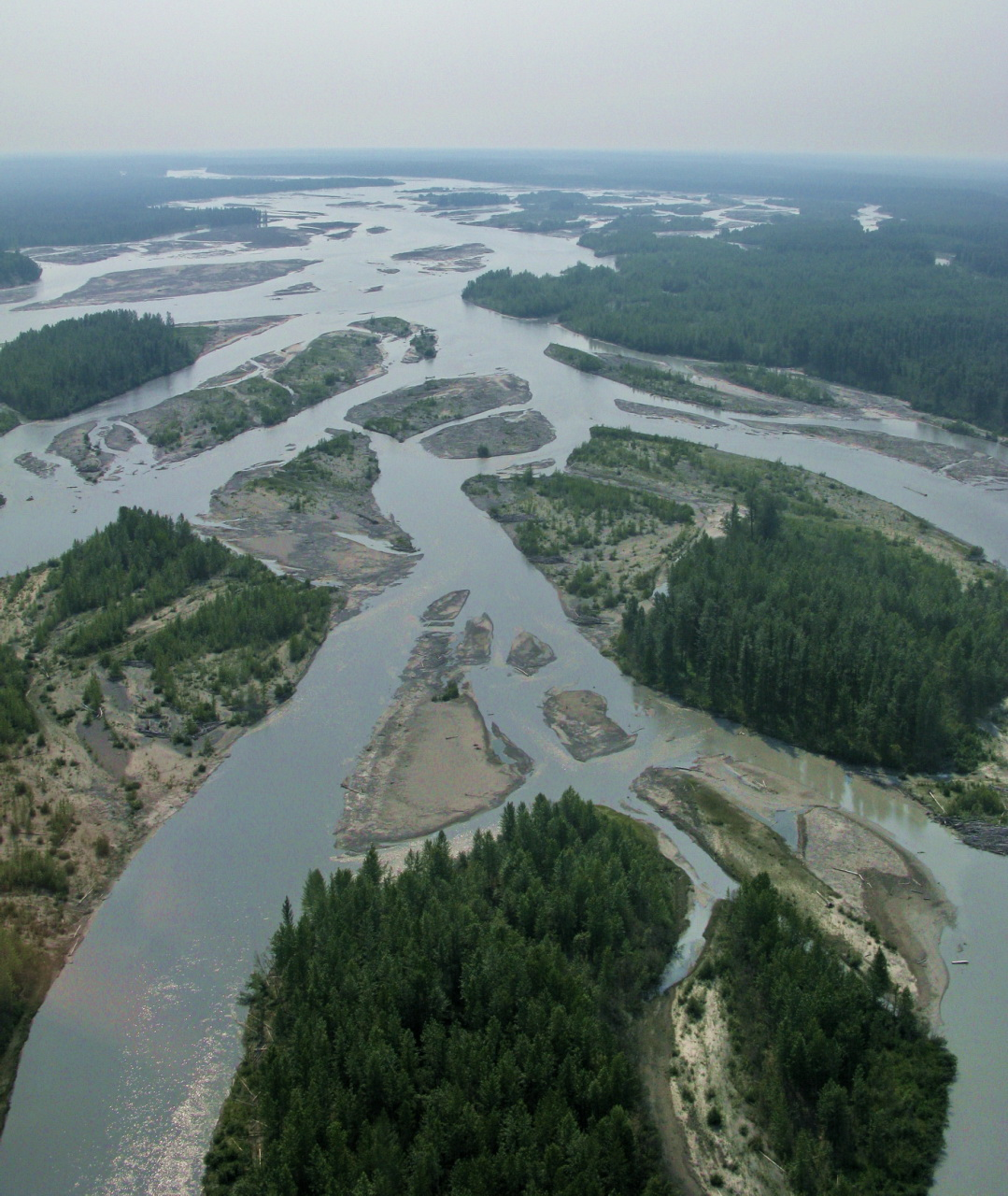
Слияние рек Суситна, Чулитна и Талкитна у Талкитны

- Национальный лес Чугач (частично на территории боро)
- Национальный парк Денали (частично)
- Национальный парк «Лейк-Кларк» (частично)
- Пайонир-Пик — популярное место для треккинга, поскольку гора обладает одним из наиболее простых подходов к своему основанию из всех гор на Аляске[5][6].